# Kyoketsu shoge

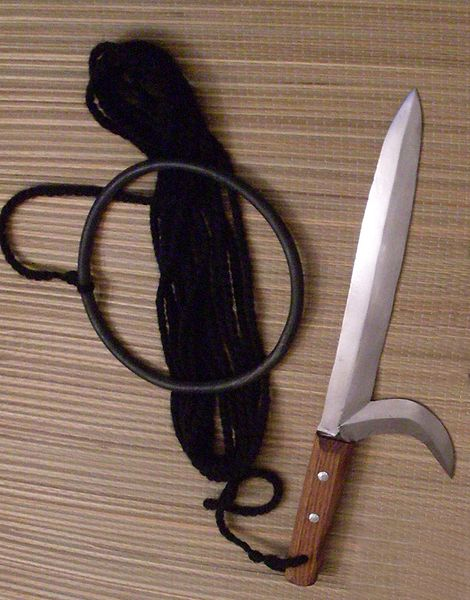
Kyoketsu Shoge

El Kyoketsu Shuge (lit. correr sobre el campo y las montañas) es una cuchilla de doble filo con otra cuchilla sobresaliendo de su lateral en un ángulo de 90 grados. Esta última está atada a una cadena o cuerda de entre 3 y 6 metros que acaba en un anillo de metal. Se cree que fue desarrollada antes de la más conocida Kusarigama.
Usada casi exclusivamente por los ninjas, la Kyoketsu Shoge tiene una multitud de aplicaciones técnicas. La hoja puede ser utilizada para asestar cortes y puñaladas. La cadena o cuerda, en el último caso hecha a veces a partir de cabello humano o pelo de caballo, se puede usar para escalar, enlazar a un enemigo y demás. El largo alcance del arma, combinado con la punta cortante, tiene la capacidad de atacar o enredar a un enemigo a una distancia segura. También puede ser usada para enredar en la cadena la espada del oponente y arrancarla de sus manos.
Un arma similar a este existió durante el siglo XIX en Brasil, llamada navalha no cordão.